# Stefan Zoller
Stefan Zoller (n. 27 august 1914, Sibiu, Austro-Ungaria – d. 21 octombrie 1993, Sibiu, România) a fost un handbalist de etnie germană care a jucat pentru echipa națională a României. Zoller a fost unul din portarii selecționatei în 11 jucători a României care s-a clasat pe locul al șaselea la Olimpiada din 1936, găzduită de Germania. El a jucat în două din cele trei meciuri.
Stefan Zoller a fost component de bază al clubului Hermannstädter Turnverein(de) (Societatea de Gimnastică Sibiu) din Sibiu.